# La máquina del tiempo (película de 2002)
La máquina del tiempo (título original en inglés: The Time Machine) es una película de ciencia ficción del año 2002 dirigida por Simon Wells como un remake de la película de 1960. Está protagonizada por Guy Pearce, Jeremy Irons, Orlando Jones, Samantha Mumba, Mark Addy, Sienna Guillory y Phyllida Law. Al igual que la película original, esta también está basada en la novela de 1895 La máquina del tiempo, que fue escrita por Herbert George Wells, bisabuelo de Simon Wells.

## Argumento
En 1899, el científico Alexander Hartdegen (Guy Pearce) vive en Nueva York y tiene la idea de viajar a través del tiempo. Cree que es teóricamente posible y, en sus clases en la universidad, a veces entra en conflicto con otros profesores por su libre pensamiento. Mantiene correspondencia sobre el asunto con el mismísimo Albert Einstein, por entonces empleado de patentes.
Una noche, Alexander se dirige al parque donde le espera su novia Emma (Sienna Guillory) y, de camino, se sorprende ante un novedoso invento: un coche que funciona gracias a un motor, no a los caballos. Es más, dándose cuenta de que el conductor no ha puesto el freno, lo hace él para evitar un accidente. Por ello se olvida de comprar un ramo de flores. La pareja da un paseo y Alexander le propone matrimonio. Sin embargo, el momento romántico se acaba rápidamente cuando un ladrón aparece de entre los arbustos empuñando un arma y le roba la cartera, los guantes y el reloj de bolsillo a Alex. Pero, cuando el ladrón intenta robar el anillo de compromiso, empiezan a luchar y el ladrón termina disparando una bala hacia la chica. Mientras el ladrón huye, Emma muere en las manos de su prometido. 
Durante los siguientes cuatro años, Alexander pasa sus días calculando cómo viajar en el tiempo y construye una máquina del tiempo. Alexander está alejado de la sociedad, recluido voluntariamente en su laboratorio, intentando encontrar la manera de viajar al pasado para salvar a su prometida. Su amigo David Philby (Mark Addy) lo invita a cenar cada semana, pero siempre recibe un no por respuesta. 
Finalmente, Alexander consigue viajar a la noche que murió la chica y evita dar un paseo por el parque. Como olvidó comprar un ramo de flores, aprovecha esa nueva ruta para comprarlo. Mientras está en la tienda, observa como aquel coche motorizado que tanto le sorprendió avanza sin conductor porqué este no le ha puesto freno y asusta a un caballo que tira de un coche. Este se vuelca sobre Emma y muere. Alexander se da cuenta de que si impide una de las formas de morir de Emma, otra sucederá. 
Desencantado con el proyecto y el trabajo realizado, decide avanzar en el tiempo para averiguar si hay alguna respuesta a este problema en el futuro. Viaja hasta el 24 de mayo de 2030, cuando la Luna está siendo colonizada por los humanos. Visita la Biblioteca Pública de Nueva York y habla con Vox 114 (Orlando Jones), un asistente fotónico que le ofrece información sobre aquello que él desee. Alex, que ha viajado al futuro para saber más sobre los viajes en el tiempo, se asombra cuando lo único que encuentra son referencias a novelistas como H. G. Wells, Isaac Asimov o Harlan Ellison, e incluso algunos de sus propios escritos. Pero, la biblioteca no tiene información sobre la realización real de viajes en el tiempo. Vox le asegura que esa idea es imposible y que nadie puede viajar al pasado.
Frustrado, Alex pregunta por el concepto de máquina del tiempo y recibe información sobre la novela La máquina del tiempo y la película basada en la misma. Con dicha información, el protagonista viaja al 26 de agosto de 2037 y descubre que ciertas operaciones con explosiones nucleares en el subsuelo de la Luna han hecho que esta se saliese de su órbita. Además, el satélite empieza a desmoronarse y va a colisionar con la Tierra. Su presencia alerta a dos militares, que intentan detenerlo, pero después de llamar su atención sobre la Luna destrozada y darles una breve explicación de su estado actual, comienza a pelear con ellos y logra escapar. De nuevo en la máquina, viaja al futuro antes de que la ciudad sea destruida, pero se golpea y cae inconsciente mientras la máquina avanza hacia el futuro y se observa la destrucción de la civilización humana.
Cuando recupera la consciencia, Alexander detiene la máquina y el indicador revela que la fecha es el 16 de julio del año 802.701. El científico descubre que la civilización humana ha involucionado a una civilización cuya principal forma de alimento es la caza y la recolección. Llamándose a sí mismos los Eloi, estos sobrevivientes han construido sus casas en un acantilado en lo que antes era Manhattan. Alexander comienza a relacionarse con una joven llamada Mara (Samantha Mumba) y con algunos de los que conocen «el lenguaje del viajero del tiempo», ahora obsoleto. También se da cuenta de que la Luna ahora está rota por la mitad, con un anillo de polvo y rocas en órbita alrededor de ella. Mientras Alexander se introduce en la sociedad Eloi, le muestran una colección de fragmentos de piedra y restos de la antigua Nueva York, incluyendo restos de Tiffany & Co., del Empire State Building y de algunos paneles de la estación de metro Brooklyn Bridge-City Hall.
Mientras Alex revisa la máquina, después de ver un memorial de los antepasados de los Eloi, Mara le pide que vuelva atrás en el tiempo y que se lleve consigo a su joven hermano Kalen (Omero Mumba), sin explicarle el por qué. De repente, los Eloi son atacados por los Morlocks, unos monstruos pálidos que cazan a los Eloi como alimento. Los Morlocks capturan a Mara junto a otros y se los llevan bajo tierra. Intentando encontrar a dónde se la han llevado, Kalen le dice a Alexander que puede que «el Fantasma» lo sepa. El fantasma no es otro que Vox 114, el asistente fotónico con el que habló en el pasado. Con su ayuda, Alexander encuentra una manera para entrar en el reino de los Morlocks: dejarse capturar por ellos. Cuando así ocurre, lo introducen en una cámara bajo tierra donde Mara está presa dentro de una caja y donde el líder de los Morlocks (Jeremy Irons) le está esperando. Este le revela que se organizan en una sociedad de castas, en el que cada casta desempeña una función en la sociedad Morlock. La casta que dirige y manda a la sociedad es la de los telépatas superinteligentes, como él, mientras que los cazadores que capturan a los Eloi fueron criados para ser depredadores y cazadores para los otros. Intentando explicar sus acciones, el líder le dice a Alexander que él y su gente no son malos, sino que son simplemente el resultado de milenios de evolución humana. 
Asimismo, le indica que existen otros clanes similares al suyo, cada uno gobernado por una mente psíquica suprema. La supermente de los Morlocks le revela la razón por la cual Alexander no puede cambiar el destino de Emma: está atrapado en una paradoja temporal. La muerte de Emma fue la principal causa que llevó a Alexander a construir la máquina del tiempo, así que él no puede usar la máquina sin que su muerte haya sucedido, ya que de otra manera no habría construido la máquina. Además, el líder de los Morlocks asegura que la máquina es el origen de la desgracia que tuvo Alexander, como los Morlocks son el origen de lo que pasó con la raza humana. Alexander aprende que los Morlocks fueron personas que decidieron estar bajo tierra después de que la Luna se destruyese parcialmente y que los Eloi fueron aquellos que decidieron mantenerse en la superficie. Su máquina del tiempo fue encontrada por los Morlocks y trasladada bajo tierra. 
Para escapar, Alexander salta dentro de la máquina y viaja hacia el futuro llevándose al líder de los Morlocks con él. Los dos luchan hasta que Alexander lo empuja fuera de la esfera del tiempo. En ese momento ve cómo el líder envejece rápidamente y muere, mientras aún se aferra a la máquina del tiempo. Cuando consigue detener la máquina descubre que está en el año 635.427.810, donde el paisaje es ahora un páramo desolado, totalmente dominado por los Morlocks, y en el que la mayoría de los humanos deja de existir.
Aceptando que nunca podrá salvar a Emma, Alexander vuelve al año 802.701 para rescatar a Mara y toma una decisión: activa la máquina para que viaje en el futuro, pero esta vez no se sube en ella, sino que usa su reloj de bolsillo para atascar los controles. La máquina explota, creando una distorsión en el tiempo y una explosión que destruye a los Morlocks que viven en esas cavernas.
Alexander comienza una nueva vida con Mara, en el futuro. Con la ayuda de Vox, comienzan a reconstruir la civilización humana junto con los Eloi. Vox les cuenta las historias que almacena en su PMC de forma remota y Alex les enseña a Mara y a Kalen la ubicación donde se encontraba su laboratorio. 
Al mismo tiempo, en 1903, David Philby habla con la anciana antigua ama de llaves de Alexander (Phyllida Law) y, tras despedirse de ella y contratarla para trabajar en su hogar, tira su bombín al aire en un pequeño homenaje a su amigo. Alexander le dijo una vez que lo que él quería era que sus alumnos no llevaran bombín, es decir, que no fueran alguien más en la sociedad. El hecho de quitarse el bombín se entiende como ser un libre pensador.

¿Quién eres tu para cuestionar ochocientos mil años de evolución?
Líder de los Morlocks, interpretado por Jeremy Irons.

## Reparto
| Actor                 | Personaje                  |
| --------------------- | -------------------------- |
| Guy Pearce            | Alexander Hartdegen        |
| Samantha Mumba        | Mara                       |
| Orlando Jones         | Vox 114                    |
| Jeremy Irons          | Líder de los Morlocks      |
| Mark Addy             | David Philby               |
| Omero Mumba           | Kalen                      |
| Yancey Arias          | Toren                      |
| Phyllida Law          | Ama de llaves de Alexander |
| Sienna Guillory       | Emma                       |
| Max Baker             | Ladrón                     |
| Myndy Crist           | Jogger                     |
| Josh Stamberg         | Motorista                  |
| Laura Kirk            | Florista                   |
| Peter Karika          | The Trainer                |
| Connie Ray            | Profesor                   |
| Jeffrey M. Meyer      | Cochero de Central Park    |
| John W. Momrow        | Cochero de Fifth Avenue    |
| Lennie Loftin         | Soldado del año 2037       |
| Thomas Corey Robinson | Soldado del año 2037       |

## Escenas suprimidas
- Una escena retirada del comienzo de la película muestra un experimento práctico de Alexander Hartdegen explicando termales; al final de esta hay una breve conversación entre Hartdegen y el Decano de la Universidad de Columbia. En ella los actores miraban directamente a la cámara (originalmente para representar el punto de vista del Decano).[1]
- Otra escena fue borrada por ser considerada inapropiada después de los atentados del 11 de septiembre de 2001. En ella se mostrában imágenes de la Luna destrozada chocando contra rascacielos futuristas de la ciudad de Nueva York en 2037.
- También fueron suprimidas escenas de la vida universitaria de Hartdegen como alumno primero y luego como profesor.
- Finalmente se eliminó una escena donde su prometida muere por tercera vez dejando la versión final con solo dos muertes de Emma.

## Secuencias alternativas
Una selección de escenas y secuencias que se muestran en los tráileres tienen notables diferencias con las que se ven en la versión final de la película. Entre ellas están:
- Un cielo alternativo y rascacielos menos futuristas en la secuencia en la que se muestra la Biblioteca Pública de Nueva York de 2030.
- Una identificación alternativa y un menú distinto de controles en la visualización de Vox 114.
- Un posible futuro alternativo en el que se muestra a Hartdegen y a la máquina del tiempo en lo alto de una colina en el futuro, mostrado sin cambios de lo que una vez fue Nueva York. Esto podría sugerir que en este final alternativo los Eloi consiguen desarrollarse y volver a una sociedad civilizada similar a la actual.

## Producción

### Efectos especiales
Los Morlocks (criaturas semihumanas que viven en el futuro) fueron creados usando actores en trajes con máscaras animatrónicas. Para las escenas en las cuales tenían que correr sobre las cuatro extremidades, ILM creó diferentes criaturas por ordenador.
Muchas de las escenas de viaje en el tiempo fueron completamente generadas por ordenador, incluyendo una secuencia de 33 segundos que comienza en el laboratorio, donde se encuentra la máquina del tiempo.
Para algunos de los efectos de luz usados en la burbuja de tiempo que aparece alrededor de la máquina del tiempo, ILM desarrolló un formato de colores, denominado rgbe (red -rojo-, green -verde-, blue -azul-, y un canal exponencial).

## Crítica
La película recibió un 28% de votos positivos en el sitio web especializado Rotten Tomatoes, basado en 144 críticas de revistas. Muchos críticos prefirieron la primera película y la novela original, alegando que la historia carecía del corazón de las creaciones anteriores. William Arnold del Seattle Post-intelligencer, que vio cosas positivas en el film, escribió que la película carece de la sencillez y el encanto de la versión de 1960. Sin embargo, elogia al actor Guy Pearce por mostrar a un más excéntrico científico y su transición de un torpe intelectual a un hombre de acción. Victoria Alexander de Filmsinreview.com escribió que “La máquina del tiempo es una historia de amor cíclica con buenos efectos especiales pero con una línea argumental lógicamente incomprensible".
Algunos críticos elogiaron los efectos especiales, declarando a la película como muy visual y colorida, mientras que otros pensaron que los efectos eran pobres. Roger Ebert, del Chicago Sun-Times, encontró a los Morlocks un tanto irreales (debido a su manera de saltar y correr). Sin embargo, Ebert se refirió también al contraste en términos socio-raciales entre los atractivos Eloi en las dos películas y entre los Morlocks.